# Medagama Division
Medagama Division är en division i Sri Lanka.   Den ligger i distriktet Moneragala District och provinsen Uvaprovinsen, i den sydöstra delen av landet, 160 km öster om huvudstaden Colombo. Antalet invånare är 35 611.